# Phức cảm thượng đẳng
Phức cảm thượng đẳng hay phức cảm vượt trội (tiếng Anh: superiority complex) là một thuật ngữ được chuyên gia tâm thần học Alfred Adler (1870-1937) đặt ra vào đầu những năm 1900 như một phần của trường phái tâm lý học cá nhân của ông.
Phức cảm thượng đẳng là một cơ chế phòng vệ phát triển theo thời gian với mục đích giúp một cá nhân vượt qua cảm giác thấp kém. Những người mang phức cảm này thường tỏ ra kiêu kỳ, ngạo mạn và coi thường người khác. Họ còn có thể có thái độ hống hách, ra oai hay thậm chí hung hăng với người khác.
Trong cách sử dụng hằng ngày, thuật ngữ "phức cảm thượng đẳng" được dùng để chỉ sự đánh giá quá cao về bản thân.

## Alfred Adler
Alfred Adler là người đầu tiên sử dụng thuật ngữ phức cảm thượng đẳng. Ông cho rằng phức cảm thượng đẳng về cơ bản bắt nguồn từ nhu cầu vượt qua cảm giác thấp kém tiềm ẩn: phức cảm tự ti. Qua các công trình nghiên cứu của mình, Adler kết hợp các biểu hiện của phức cảm thượng đẳng và phức cảm tự ti như một cặp nguyên nhân và kết quả. Các tác phẩm của ông về chủ đề này gồm Understanding Human Nature (1927), và Superiority and Social Interest: A Collection of Later Writings, một bộ sưu tập 21 bài luận của Adler được xuất bản vào năm 1964, sau khi ông qua đời.
Adler phân biệt giữa sự cố gắng bình thường để đạt được điều gì đó với những phức cảm thượng đẳng, trong đó phức cảm thượng đẳng là những nỗ lực để bù đắp cảm giác tự ti. Ông đề cập rằng những người có phức cảm tự ti phát triển phức cảm thượng đẳng để vượt qua những trở ngại do phức cảm tự ti mang lại, chủ yếu bằng cách thổi phồng sự quan trọng của bản thân trong ý thức bằng một cách nào đó. Những mơ tưởng về chủ nghĩa anh hùng và giả định sai lầm về sự thành công đã giúp Adler khám phá ra bản chất của những nỗ lực như vậy.
Khi Adler cân nhắc những gì ông đề cập trong tác phẩm của mình về việc cố gắng vươn lên về tính thượng đẳng hay vượt trội liệu có phải là một bản chất chung của con người, ông cho rằng những người có sức khoẻ tâm thần bình thường không cố gắng để thể hiện sự vượt trội của mình cho người khác xem, mà để đạt được tham vọng và sự thành công cá nhân qua công việc. Ngược lại, những người có phức cảm thượng đẳng thực sự bị mê hoặc bởi những hoang tưởng tự cao và ước mơ về uy thế bất biến.

## Những cách hiểu khác
- Mặt khác, một phiên bản của Diagnostic and Statistical Manual of Mental Disorders (Sổ tay Chẩn đoán và Thống kê Các Rối loạn Tâm thần), được xuất bản khoảng hai mươi năm sau tác phẩm của Alfred Adler, không đồng ý rằng phức cảm thượng đẳng (có tên chính thức là hoang tưởng tự cao trong DSM IV) chỉ bắt nguồn từ tác động của phức cảm tự ti.[12] The DSM IV cho biết nguyên nhân thứ hai của rối loạn hoang tưởng này có thể xuất phát từ những cảm xúc cường điệu.
- Ada Kahn đã lập luận rằng phức cảm thượng đẳng và phức cảm tự ti không thể cùng tồn tại trong cùng một cá nhân, vì một người có phức cảm thượng đẳng thực sự tin rằng họ vượt trội hơn người khác.[13] Bà cho rằng, trong khi phức cảm tự ti có thể biểu hiện qua các hành vi nhằm chứng tỏ rằng bản thân vượt trội, như sở hữu tài sản vật chất có giá trị hoặc ám ảnh với hư danh hay ngoại hình để che đậy cảm giác trống rỗng, người mắc phải phức cảm thượng đẳng không nhất thiết phải quan tâm đến hình ảnh của họ hay hư danh. Bởi vì họ có sẵn cảm giác vượt trội, họ thường không lo nghĩ về việc chứng minh sự vượt trội của mình với người khác.
- Vera Hoorens đề cập rằng những người thể hiện phức cảm thượng đẳng tự cho hình ảnh bản thân là vượt trội.[14] Trong khi những người có phức cảm tự ti thường thể hiện bản thân mình ở trạng thái tốt nhất có thể, những người có phức cảm thượng đẳng thậm chí có thể không cố gắng làm cho bản thân trở nên tốt đẹp, hoặc thể hiện sự vượt trội của họ với người khác. Họ có thể nói như họ biết tất cả và tốt hơn người khác, nhưng sau cùng họ không quan tâm liệu người khác có nghĩ vậy hay không, giống như thiên kiến nhận thức được biết đến với tên ảo tưởng thượng đẳng.[14] Do đó, những người xung quanh có thể nhìn nhận họ một cách tiêu cực, vì họ không quan tâm đến ý kiến của người khác về bản thân mình. Những người khác có thể không phân biệt được giữa những người có sự tự nhận thức thấp về bản thân mình và quan tâm sâu sắc đến ý kiến của người khác với những người có phức cảm thượng đẳng thực sự, họ cảm thấy vượt trội và có sự tự trọng cao, và hoàn toàn không quan tâm đến ý kiến của người khác.

## Ví dụ trong văn hoá đại chúng
- Được thúc đẩy bởi mong muốn đạt được thành tựu để bù đắp cho dòng dõi thấp kém và tầm vóc nhỏ bé của mình,[15] Picasso đã được mô tả bởi người đồng hành cũ của mình, Fernande Olivier, như là một người có phức cảm thượng đẳng: "Anh ấy nói rằng chỉ có những điều mà anh cảm thấy vượt trội mới có thể chạm đến mình".[16]
- Việc Beethoven tỏ ra cao quý là kết quả của phức cảm thượng đẳng;[17] nhưng đó cũng là động lực tạo nên những thành tựu âm nhạc phi thường của ông. Ernst Bloch đã nói về những tuyên bố cao ngạo của người nhạc sĩ trẻ, "Những giả định này là cần thiết để giúp ông trở thành Beethoven".[18]